# Alexandre Astruc
Alexandre Astruc (Parijs, 13 juli 1923 – aldaar, 19 mei 2016) was een Frans filmregisseur, scenarist en schrijver. 

## Leven en werk

### Opleiding en literaire activiteiten
Astruc studeerde rechten en literatuur en kwam daarna terecht in de wereld van de journalistiek. In het naoorlogse bruisende Saint-Germain-des-Prés kwam hij in contact met Jean-Paul Sartre, Albert Camus en Boris Vian. Hij begon artikels te schrijven voor onder andere het poëzietijdschrift Messages, voor Les Temps Modernes, het literair-politieke tijdschrift van Sartre en voor het dagblad Combat waaraan Camus zijn medewerking verleende. Vanaf 1945 schreef hij ook toneel- en filmkritieken voor onder andere de Cahiers du cinéma en voor Ciné-Digest.  Zijn eerste roman Les Vacances verscheen in 1945 en het zag ernaar uit dat hij aan het begin stond van een literaire carrière.

### De caméra-stylo-theorie
In 1948 ontwikkelde hij in een beroemd geworden artikel in het tijdschrift L'Écran français het begrip caméra-stylo. Deze theorie stelde de autonomie van het medium film als een volwaardig uitdrukkingsmiddel voorop en oefende heel wat invloed uit op de auteurstheorie van de cineasten van de Nouvelle Vague.

### Eerste stappen in de filmwereld
Op het einde van de jaren veertig deed hij ervaring op als regieassistent bij Marc Allégret en Marcel Achard voor wiens film Jean de la Lune hij eveneens het scenario hielp schrijven. Hij verkende verder de filmwereld met het schrijven van scenario's en met enkele filmrollen.

### Filmregisseur
In 1948-1949 leverde hij zijn eerste twee (korte) films als regisseur af, onder meer Ulysse ou les Mauvaises Rencontres, een burleske korte film die de Odyssee van Homeros op flessen trok. Hiervoor kon hij rekenen op het acteerspel van Jean Cocteau en Jean Genet. Drie jaar later draaide hij het tragische Le Rideau cramoisi, een middellange film die hem bekend maakte en hem de prestigieuze Prix Louis-Delluc bezorgde. Het werk was gebaseerd op de gelijknamige enigmatische novelle uit de verhalenbundel Les Diaboliques van Jules-Amédée Barbey d'Aurevilly. In 1955 later draaide Astruc het drama Les Mauvaises Rencontres, zijn eerste langspeelfilm.
Daarop verfilmde hij, na Barbey d'Aurevilly, nog twee Normandische auteurs uit de 19e eeuw: het drama Une vie (1958) was gebaseerd op de gelijknamige roman van Guy de Maupassant. In 1962 volgde de tragikomedie L'Éducation sentimentale naar Gustave Flauberts gelijknamige roman.

### Televisie
In 1964 startte hij een dertigjarige televisiecarrière met de kortfilm Le Puits et le Pendule (naar Edgar Allan Poe). Toen in de jaren zestig zijn twee Tweede Wereldoorlogfilms La Longue Marche en Flammes sur l'Adriatique niet het verhoopte succes kenden, verlegde hij zijn werkdomein naar de televisie en het schrijverschap. Hij verfilmde onder meer nog twee kortverhalen van Poe en wijdde een portret in twee delen aan Lodewijk XI. Zijn interesse voor de literaire 19e eeuw vertaalde zich in twee televisiefilms naar romans van Honoré de Balzac. Als levenslange vriend van Sartre bracht hij eveneens een beklijvende documentaire over de filosoof.

### Romancier
Ook nam hij zijn in 1945 begonnen carrière van romancier weer op en schreef een tiental romans.

## Filmografie

### Regieassistent
- 1947 - Blanche Fury (Marc Allégret)
- 1948 - Jean de la Lune (Marcel Achard)

### Scenarist
- 1948 - Jean de la Lune (Marcel Achard)
- 1952 - La Putain respectueuse (Charles Brabant en Marcello Pagliero)
- 1954 - Il Visconte di Bragelonne (Fernando Cerchio)
- 2001 - Les Âmes fortes (Raoul Ruiz)

### Regisseur

#### Cinema
- 1948 - Aller et retour (korte film)
- 1949 - Ulysse ou les Mauvaises Rencontres
- 1952 - Le Rideau cramoisi
- 1955 - Les Mauvaises Rencontres
- 1958 - Une vie
- 1961 - La Proie pour l'ombre
- 1962 - L'Éducation sentimentale
- 1965 - Évariste Galois (korte film)
- 1966 - La Longue Marche
- 1968 - Flammes sur l'Adriatique
- 1976 - Sartre par lui-même, documentaire (regie samen met Michel Contat)

#### Televisie
- 1964 - Le Puits et le Pendule
- 1975 - Les Grands Détectives (episode La Lettre volée van de serie van zes episodes), naar Edgar Allan Poe)
- 1978 - Louis XI ou La naissance d'un roi
- 1979 - Louis XI ou Le pouvoir central
- 1980 - À une voix près... ou La naissance de la IIIe république
- 1980 - Arsène Lupin joue et perd (miniserie van 6 episodes)
- 1981 - Histoires extraordinaires (episode La chute de la maison Usher van de serie van zes episodes, naar Edgar Allan Poe)
- 1989 - Une fille d'Ève (televisiefilm naar de roman van Honoré de Balzac)
- 1993 - Albert Savarus (televisiefilm naar de roman van Honoré de Balzac)

### Acteur
- 1949 - Rendez-vous de juillet (Jacques Becker)
- 1949 - La Valse de Paris (Marcel Achard)
- 1957 - Amour de poche (Pierre Kast)
- 1974 - La Jeune fille assassinée (Roger Vadim)
- 1978 - Cinématon (Gérard Courant)

## Prijzen
- 1952 - Le Rideau cramoisi: Prix Louis-Delluc
- 1955 - Les Mauvaises Rencontres: Prijs voor de meest veelbelovende nieuwe filmregisseur op het Internationaal Filmfestival van Venetië
- 1994 - prix René-Clair voor het geheel van zijn oeuvre
- 2011 - Prix France Culture Cinéma (de Prix Consécration)

## Boeken
- 1945 - Les Vacances, Gallimard (roman)
- 1975 - Ciel de cendres, Le Sagittaire (roman)
- 1975 - La tête la première, Olivier Orban
- 1977 - Le Serpent jaune, Gallimard (roman)
- 1979 - Quand la chouette s'envole, Gallimard (roman, vervolg op Le Serpent jaune)
- 1982 - Le Permissionnaire, La Table ronde, Paris (roman)
- 1989 - Le roman de Descartes, Balland
- 1992 - Du stylo à la caméra et de la caméra au stylo: Écrits (1942-1984), L'Archipel
- 1993 - L'autre versant de la colline, Écriture (roman)
- 1994 - Évariste Galois, Flammarion
- 1997 - Le Siècle à venir, Éditions Guy Trédaniel (roman)
- 2015 - Le Plaisir en toutes choses, gesprekken met Noël Simsolo, éditions Neige/Écriture

- Bibliothèque nationale de France: cb11889331m (data)
- Catàleg d'autoritats de noms i títols de Catalunya: 981058528185306706
- CiNii: DA00332361
- Digitale Bibliotheek voor de Nederlandse Letteren: astr001
- Gemeinsame Normdatei: 12026627X
- International Standard Name Identifier: 0000 0000 8160 7429
- Library of Congress Control Number: n79138983
- Bibliotheek van het Japanse parlement: 00431855
- Nationale Bibliotheek van Tsjechië: ola2002149974
- Nationale Bibliotheek van Israël: 987007594150705171
- Nederlandse Thesaurus van Auteursnamen: 06750213X
- LIBRIS: 395562
- SNAC: w6g30h7j
- Système universitaire de documentation: 026693755
- Virtual International Authority File: 84961176
- WorldCat: E39PBJxxhQwmQjPHxmVjRXfyVC